# Memorijal Predrag Kovačević-Tarzan
Memorijal Predrag Kovačević-Tarzan, košarkaški je turnir koji se održava u gradu Vukovaru od 2013. godine. Turnir organizira KK Borovo u spomen na bivšeg igrača Borova, Vukovara i Šibenke, Predraga Kovačevića-Tarzana.

## Pobjednici
- 2013.: KK Vukovar
- 2014.: KK Borovo

## Vanjske poveznice
- Rezultati i izvještaji s prvoga memorijala  Arhivirana inačica izvorne stranice od 24. listopada 2013. (Wayback Machine) na crosarka.com